# Studentersang
Studentersang (Noors voor Studentenlied) is een compositie van Eyvind Alnæs. Alnæs  schreef waarschijnlijk daarbij zelf de tekst, hij was jarenlang leider van diverse koren in Noorwegen. Voor die koren schreef hij allerlei muziek die niet in zijn officiële lijst voorkomt. Dit studentenlied valt in die categorie. Het is waarschijnlijk gelegenheidsmuziek, datum van componeren of gelegenheid zijn onbekend. Het lied begint met Fremad studenter (Vooruit studenten).
Het mannenkoor kent de verdeling TTBB (tenoren/bariton).